# Drosophila tenuipes
Drosophila tenuipes är en tvåvingeart som först beskrevs av Walker 1849.  Drosophila tenuipes ingår i släktet Drosophila och familjen daggflugor.
Arten har hittats i USA.